# 空港洞
空港洞（：／ Gonghang dong */?）是南韓首爾江西區的一個法定洞。 「空港」意為機場，因金浦機場位於此地而得名。

## 交通
- ●首都圈電鐵5號線松亭站
- ●首爾地鐵9號線機場市場站

## 外部連結
-  Gangseo-gu map at the Gangseo-gu official website
-  Resident offices of Gangseo-gu